# 日本陸軍鉄道連隊K1形蒸気機関車
日本陸軍鉄道連隊K1形蒸気機関車（にほんりくぐんてつどうれんたいK1がたじょうききかんしゃ）は、かつて陸軍鉄道連隊で使用された蒸気機関車である。

## 概要
1928年に1両が陸軍技術本部によって発注され、神戸の川崎車輌で製造された軸配列0-10-0(E)形の600mm軌間用飽和式単式2気筒サイドタンク機である。1921年と1925年に合せて31両がドイツから輸入されたE形蒸気機関車の国産後継機種を意図した次世代作戦用蒸気機関車の試作車として、雨宮製作所製のN1形1両と共に納入された。

## 構造
各部はE形の使用実績を反映して設計され、中央に大きな蒸気ドームを置き、その前後に砂箱を配する2缶胴構成の飽和式煙管ボイラを単台枠上に搭載、動軸遊動機構を備えた歯車式の駆動システムで曲線通過性能を保ったまま5動軸を駆動する、という基本的な設計方針はE形に準ずる。
ただし動軸遊動機構はE形を製造したオーレンシュタイン・ウント・コッペル-アルトゥル・コッペル(Orensteim & Koppel-Arthur Koppel A.-G.)社が保有する特許を回避する必要から、ルッターメラー式（コッペル・ギアシステム）ではなく、一世代古いクリン-リントナー式が採用された。
このため、左右の動輪が共に台枠の内側に収められた外側台枠式である点はオリジナルであるE形と共通するものの、左右の全動輪がそれぞれ連結棒でつながれ、全軸のバランスウェイト（釣合錘）が外側に露出しており、その外観、特に足回りの印象は大きく異なる。
弁装置はE形と共通の一般的なワルシャート式で、物理的な寸法や重量の他、運転台の形状、野戦給水用の濾過器付き給水ポンプやジャッキが搭載されるなどといった各部仕様もE形に酷似しており、ここでもE形の国産化が目的であったことが明瞭に示されている。

## 運用
本形式は完成後、同様に雨宮製作所によって試作されたN1形と共に評価試験が実施された。
第2・第3動軸の車輪フランジを削り、第5動軸の横動を許容、さらに1軸先台車を備えることによって一般的な動力伝達機構のままで曲線通過対策としたN1形と比較して、本形式は曲線通過性能が良好であると評価され、川崎車輛・雨宮製作所・日本車輌製造（設計のみ）が参加した日本陸軍による次世代作戦用機関車設計コンペディションは本形式が勝者となった。
もっとも、この時期は昭和の大恐慌と重なっており、陸軍予算が大幅に削減されていたため、競争試作とその評価の段階まで作業は行われたものの、本形式はそのままの形での量産は行われなかった。
この時代の日本陸軍による作戦用機関車の本格的量産は、日米開戦後、鉄道連隊の大規模な増強に伴い1942年より製造がスタートした、改良型のK2形を待つ必要があった。
なお、本車の第二次世界大戦後の消息は不明である。